# Wrack My Brain
«Wrack My Brain» es una canción del músico británico Ringo Starr, publicada en el álbum de estudio Stop and Smell the Roses (1981). La canción, compuesta por su compañero de The Beatles George Harrison, fue también publicada como primer sencillo promocional del álbum, con el tema «Drumming Is My Madness» como cara B.

## Historia
Ringo Starr grabó «Wrack My Brain» tras invitar a George Harrison a aparecer en el álbum. El 19 de noviembre de 1980, Starr llegó a Friar Park, la residencia de Harrison en Inglaterra, donde el músico le presentó «Wrack My Brain». Durante las sesiones de grabación, Starr grabó «Wrack My Brain», una versión de «You Belong to Me» y «All Those Years Ago» con Harrison como productor musical. Sin embargo, Starr desechó «All Those Years Ago» al pensar que era demasiado alta para su rango vocal y al no gustarle la letra. Tras el asesinato de John Lennon, Harrison retomó la canción, cambió la letra y la grabó como tributo a Lennon, con la contribución de Starr, Paul y Linda McCartney. 
El sencillo «Wrack My Brain» fue acompañado de un videoclip filmado en septiembre de 1981, en el que Starr aparece en un calabozo rodeado de criaturas de terror. El video incluyó la presencia de Barbara Bach, su mujer, ataviada con una camisa de fuerza. El sencillo alcanzó el puesto 38 en la lista Billboard Hot 100, convirtiéndose en el último sencillo de Starr en entrar en la lista estadounidense.

## Lista de canciones
| N.º | Título                   | Escritor(es)    | Duración |  |
| 1.  | «Wrack My Brain»         | George Harrison | 2:20     |  |
| 2.  | «Drumming Is My Madness» | Harry Nilsson   | 3:30     |  |

## Personal
- Ringo Starr: batería y voz
- George Harrison: guitarra y coros
- Ray Cooper: piano, percusión y coros
- Herbie Flowers: bajo y tuba
- Al Kooper: piano y guitarra

## Posición en listas
| País           | Lista             | Posición |
| -------------- | ----------------- | -------- |
| Estados Unidos | Billboard Hot 100 | 38       |
| Suiza          | Singles Top 100   | 10       |